# Cindy Noble
Cindy Noble, född den 14 november 1958 i Clarksburg, Ohio, är en amerikansk basketspelerska som tog tog OS-guld 1984 i Los Angeles. Detta var USA:s tredje OS-guld i dambasket någonsin. Hon studerade vid University of Tennessee.

### Fotnoter
1. ↑  http://news.google.com/newspapers?id=auUOAAAAIBAJ&sjid=9oIDAAAAIBAJ&pg=4521,2981075&dq=cindy-noble+1984+basketball